# Jan de Wet
Jan de Wet, właśc. Johannes Marthinus (Jan) de Wet (ur. 20 listopada 1927 w Rouxville w ZPA, zm. 13 lutego 2011 w Windhoek w Namibia) – namibijski farmer, polityk i działacz społeczny, były przewodniczący Namibijskiego Związku Rolniczego (do 2004).
W 1951 ukończył nauki rolnicze na Uniwersytecie w Stellenbosch. W 1964 został po raz pierwszy wybrany do Zgromadzenia Narodowego Południowej Afryki, w którym zasiadał do 1970. W 1970 objął tekę komisarza generalnego ds. tubylców (Bantu), na stanowisku pozostał przez osiem lat. W 1978 zaangażował się w politykę namibijską, przystępując do Akcji Chrześcijańsko-Narodowej. W latach 1985–1989 zasiadał w rządzie przejściowym Namibii. W pierwszych wolnych wyborach został wybrany posłem z ramienia ACN.
Jest farmerem w Leonardville w regionie Omaheke na wschodzie Namibii. W latach 1994–2004 sprawował funkcję przewodniczącego Namibijskiego Związku Rolniczego (ang. Namibian Agricultural Union). Akceptując zasadę rozdziału ziemi między czarnych osadników, był zdecydowanym przeciwnikiem radykalnych rozwiązań wzorowanych na sąsiednich państwach afrykańskich.